# Bolserecki kiáltvány
A Bolserecki kiáltvány 1771 áprilisában kamcsatkai száműzöttek és szabadok által megfogalmazott irat, amely megkérdőjelezte II. Katalin orosz cárnő jogosultságát a trónra, Pável Petrovicsot jelölte jogos uralkodóként, szót emelt az elnyomottak és száműzöttek igazságtalan sorsáért, és felvetette egy gazdaságos és jogkövető Oroszország iránti igényét.

## Előzmények
Kamcsatka a XVIII. században Oroszország hatalmának kiépítése időszakát élte. Földrajzi, néprajzi, gazdasági értelemben gyatrán feltárt terület volt. Meteorológiai viszonyai a mezőgazdálkodást lehetetlenné tették, ásványi kincsei kiaknázatlanok voltak. III. Péter cár 1711-ben három erődített telepet hozott létre, Bolsereck központtal, és két másikat felső (Verhnyej Osztrog; icsinszk) és alsó (Nyizsnyij Osztrog; Sutalszkoje) telep néven. Ezeket oroszul osztrognak nevezik; jól-rosszul megépített erődítménnyel, templommal és közigazgatási székhellyel. Lakossága száműzöttekből, szabadokból, tatárokból, kamcsatkai bennszülöttekből és kozák katonaságból állt. Ez a vegyes népesség kusza emberi kapcsolatok között élt; a szabadok siralmas életkörülményei alig különböztek a száműzöttekétől. Egyetlen közlekedési eszközük a kutyaszán volt. A sarkkörhöz közeli helyzet következtében a közlekedés és a halászat-vadászat javarészt a nyári hónapokra esett. A lakosság tápláléka nyírfakéregből és halból származott.  
Az elítéltek néha több, mint egy év alatt jutottak száműzetésük célpontjára, ahol saját erejükből kellett fenntartaniuk magukat. A Szentpétervártól Kamcsatkáig tartó úton az elítéltek csaknem fele meghalt; sok esetben még az őket kísérő katonák is megfagytak. Egész úton és a száműzetés helyén általános volt a megvesztegetés és a rablás, az elítéltek egy része politikai elítélt volt, másik része köztörvényes bűnöző. Az orosz birodalom kiépülése 1769 körül egyre több konfliktussal járt.

### Benyovszky fellépése
Benyovszky Móric útja 1769 decemberében kezdődött, és 1770 decemberében érkezett meg Kamcsatkába. Az úton ismerte meg több sorstársát, Adolf Winblatot, Ippolit Sztyepanovot, vagy Joszifat Baturin ezredest. A telep magán viselte még az 1768-69 évi fekete himlő járvány nyomait úgy gazdasági, mint emberi tekintetben. Benyovszky eltért a társaitól két vonatkozásban. Egyrészt több nyelvet beszélő művelt ember és képzett katonatiszt volt, a bécsi udvarnál folytatott hadi tanulmányokat, így franciául és németül kiválóan beszélt. Másrészt ő volt az egyetlen, aki nem orosz alattvaló volt, hanem a független bori Lengyel Köztársaság tábornoka. Érkezése idején szinte azonnal megkezdte szökési tervének megvalósítását, és bekapcsolódott a sorsukkal elégedetlenek mozgalmába. 1771 elején jött létre a Szövetség a szabadulásra csoport, rendkívül vegyes összetételű személyekből.
A száműzöttek egyik vezéregyénisége Pjotr Hruscsov egykori gárdatiszt volt, aki addigra már tekintélyes mennyiségű iratot halmozott fel, és kidolgozta a Katalin cárnő uralmának jogtalanságára vonatkozó eszméit; ő adott szállást a frissen érkező Benyovszky számára, és átengedte neki hatalmas iratgyűjteményét. Érdekesség, hogy még egyházi személy is volt a szövetségesek között, Alekszij Uftuzsanyinov felső-kamcsatkai pópa.

## A Kiáltvány

### Háttér
A Kiáltvány szerzői úgy tudták – máig nem bizonyított – hogy II. Katalin cárnő gyermeke, a trón örököse Pável Petrovics Romanov nem az uralkodó III. Péter leszármazottja, hanem a cárnő bűnös viszonyából származik. Ennek ellenére elfogadták volna trónörökösként azért, mert Katalin nem törvényesen került trónra, hanem az uralkodó (III. Péter) meggyilkolása révén. Az orosz közvélemény ragaszkodott egy legális uralkodó eszméjéhez, ezért állították előtérbe Pável Petrovicsot Katalinnal szemben. Ezeket a nézeteket többen nyilvánosan is hangoztatták; emiatt került több művelt tekintélyes személy Kamcsatkára, a köztörvényes bűnözők közé. A törvénytelenségek elszenvedői sorban csatlakoztak ezekhez az eszmékhez.

### A szöveg
A szöveg Dr. Apollon Boriszovics Davidszon (Moszkva) és mások segítségével került napvilágra; magyar nyelven dr Krizsán László gondozásában. E szövegnek itt csak kivonatos változata szerepel.

### Az orosz szöveg
A szöveg valószínűleg több személy műve, nem feltétlenül Benyovszkyé. Nyelvi sajátosságai alapján megállapítható, hogy anyanyelvi szintű fogalmazásnak tekinthetjük. 1771 április 28. és május 11. között több másolatban készült. Hruscsov kivételével a Szervezet valamennyi tagja aláírta. Azok, akik nem tudtak írni, szokás szerint megérintették annak a karját, aki odaírta a nevüket. A dokumentumot átadták május 12-én a bolserecki kancelláriának .
»Jogos uralkodónkat Pável Petrovicsot megfosztották trónjától . Így Oroszország uralkodó nélkül maradt. Lengyelországra kényszerítették Ponjatovszikjt, s ez Lengyelország szuverenitását sérti . Oroszországot rendeletekkel kormányozzák, ami a kereskedelem és gazdaság akadályozásával jár.     
Oroszország vezetői zsarnoki uralmat gyakorolnak a nép fölött, elmaradottságban tartva az országot, míg Európa iparosodik, pénzben gyarapodik. A gazdagok elnyomják a szegényeket, és ezt a bírók is támogatják. Adókat vetnek ki gyermekekre és rokkantakra éppúgy, mint életerős polgárokra. Kamcsatka népe igaz körülmények között élt, amíg a fekete himlő ki nem tört; és ezen a Kormány semmit sem segített, holott az orosz nép dolgos és helyesen gazdálkodik. A tudás hiánya meggátolja a népet a tengeri hajózás fellendítésében, amely így semmilyen hasznot nem hajt. A cárgyilkosok és összeesküvők virulnak a dolgos emberek hátrányára. Ez a bánásmód szembe fordította egymással az oroszokat, a kamcsadálokat és a többi itt élő népet.  Bennünket jogszerű ítélet nélkül száműztek Kamcsatkára, az emberiesség figyelembe vételének megsértésével. Ezáltal a népnek joga megmenteni önmagát. Az orosz hatalom elnyomása kitér még európára is, ezzel zavargást és forrongást idézett elő Lengyelországban. Emberiesség-e ez így? Nem. Nincs. És elpusztulni nem akarunk!«

### A latin nyelvű Kiáltvány
Ezt a dokumentumot Benyovszky készítette és 1771 április 27-ei dátumot visel; szökésük után találták meg a szállásán. Második Memorandumként is említik.
»Kelt 1771 április 27-én Benyovszky Móric által, aki a Lengyel Köztársaság és Korona polgára, valamint a Bari Konföderáció altábornagya. Az Orosz Birodalom az egyetlen, amely ezen államot nem szándékozik sérthetetlennek elismerni. Ezért népünk felkelése jogos. Tevékenységem a Konföderáció irattárában ellenőrizhető.  Elfogtak, s fogságomból megszöktem. Moszkvába, majd Szentpétervárra utaztam, ahol egy áruló feladott. Ekkor száműzetésre ítéltek, és Kamcsatkára küldtek, több nemessel együtt, akik éppúgy bűnösnek tekintették a trónbitorló cárnőt.«
A latin nyelvű kiáltványt csak néhányan írták alá; aláírói nyilvánvalóan értették a latin nyelvet (zárójelben a Krizsán László által feltárt kiegészítés):
- Ippolitus Stepanov (Ippolit Szemjonovics Sztyepanov, kapitány (wd))
- Vasilius de Panov (Vaszilij Pánov gárdatiszt)
- Baturin (Josztifat Andrejevics Baturin tüzérezredes)
- Magnus Mejder (az admiralitás svéd orvosa)
- Petrus Chrustiew (Pjotr Fjodorovics Hruscsov (wd))
- Alexander Garcsin (Erzsébet cárnő kamarása)
- Adolpho de Wynbladh (Adolf Winbladt)
- báró Benyovszky Móric Aladár személyesen (altábornagy)

### A Kiáltvány sorsának lezárása
A száműzöttek, miután elfoglalták a hajót, és szabadon engedték túszaikat, közös esküt tettek. Felesküdtek jogos uralkodóként Pável Petrovicsra.

## A kiáltvány sorsa
Amikor a szövetségesek birtokukba vették a szökéshez alkalmas Szent Péter nevű hajót , szabadon engedték azokat, akiket addig túszul maguknál tartottak, ők juttatták a bolserecki kancelláriához a dokumentumot.
Benyovszky és társainak szökése után a hatóságok vizsgálatokat rendeltek el. Ekkor találták meg az iratokat. A Kiáltványt eredetiben is megküldték Katalin cárnőnek, aki rettenetesen felháborodott, és úgy rendelkezett, hogy az iratot semmisítsék meg. Ettől eltérően egy szigorúan titkos levéltári rekeszbe került, amely ismeretlen maradt egészen a XX. század közepéig. Így tartalmát Jókai nem ismerhette, nála említés sem található a Kiáltványra vonatkozóan; hiszen ezt Benyovszky sem közli Visszaemlékezéseiben.

## A kiáltvány utóélete
A kiáltványról alighanem készültek titkos másolatok. Így lehetséges, hogy egyes mondatait három évvel később Pugacsovnál szinte szó szerint megismételve látjuk (1773 szeptember 17, majd 1774).
1825 december 14-én a Pétervári Szenátus téren csaknem ugyanazok a szavak hangzottak el, és megjelentek a dekabristák irataiban is – ezek nem egyszerű matrózok, hanem képzett, művelt emberek voltak.